# 후루카와 아이리
후루카와 아이리(일본어: 古川 愛李, 구예명：하루카와 루카(일본어: 春川 瑠花) , 1989년 12월 13일 - )는 일본의 가수, 모델이다. 아이치현 출신이며, 걸 그룹 전 SKE48 팀KII 리더.

## 내역
- 2004년 9월, 모닝구무스메。럭키7 오디션에 응모해서 2차까지 남았지만 낙선.
- 2005년 2월, 모닝구무스메。오디션 2005에 응모. 3차까지 남았지만 낙선(이 시기에 중학생일기 출연).
- 2006년 6월, avex audition 2006에 응모, 합격자 58인 중 1인으로 선발됨.
- 2009년 3월, SKE48 제2기 멤버 오디션에 합격.
- 2015년 3월 31일 팀S 사토 미에코, 나카니시 유카, 팀E 코바야시 아미, 연수생 오기노 리사와 SKE48 졸업.

## SKE48에서의 참가곡

### 싱글 참가곡
1. バンジー宣言 - 팀B.L.T. 명의
2. 羽豆岬 - 언더걸즈 B 명의
3. 1!2!3!4! ヨロシク!
4. 青春は恥ずかしい
5. バンザイVenus
6. 愛の数

### 극장 공연 유닛곡
팀KII 1st Stage 「보고싶었어(会いたかった)」공연
1. 涙の湘南
2. 恋のPLAN
3. 背中から抱きしめて
4. リオの革命
5. スカート、ひらり

팀KII 2nd Stage 「손을 잡으면서(手をつなぎながら)」공연
1. 雨のピアニスト

## 출연

### 텔레비전 드라마
- 중학생일기 (2005년 10월 17일, NHK 교육 텔레비전) - 후루카와 아이리 역

### CD
- 이스VII 프롤로그 드라마CD ~쓰여지지 않은 모험담~ (Ys SEVEN 초회한정판부록) - 세라 역
- 영웅전설VI 클로제 이야기 ~날개 날아오를 때~ - 루시 역[1]

### 잡지
- 사이조 - SKE48 어른을 위한 이차원강좌 (2010년 6월 18일 - 현재)
- 일간 스포츠 (2011년 1월 8일 - 현재)